# Yêu em từ dạ dày
Yêu Em Từ Dạ Dày hay Anh Thích Em (tiếng Trung: 我，喜欢你; bính âm: Wǒ, Xǐ Huān Nǐ, tiếng Anh: Dating In The Kitchen) là một bộ phim chiếu mạng Trung Quốc phát sóng năm 2020, được đóng chính bởi Triệu Lộ Tư và Lâm Vũ Thân. Phim được chuyển thể từ tiểu thuyết Hướng dẫn sử dụng đàn ông của tác giả Lam Bạch Sắc, chủ yếu xoay quanh chuyện tình cảm của tổng tài Lộ Tấn và nữ đầu bếp Cố Thắng Nam.

## Tóm tắt
Điều khó tin nhất trong cuộc đời của tiểu ma nữ Cố Thắng Nam (Triệu Lộ Tư) chính là vừa phải chịu đả kích thất nghiệp lại vừa phải chịu nỗi đau thất tình, chờ đợi bạch mã hoàng tử đến đưa tay bắt lấy cô, nhưng ai có nghĩ đến bạch mã hoàng tử này vừa kiêu ngạo lại vừa thích bắt bẻ, lời nói cũng là lời ác độc, thực chất chính là một phiên bản nâng cấp của "Đường Tăng", nhưng mà "Đường Tăng" này không ăn chay. Lộ Tấn (Lâm Vũ Thân) độc miệng cùng kiêu ngạo sau khi gặp được đầu bếp thiên tài Cố Thắng Nam liền "Tương khắc, tương sát", chuyện xui xẻo không ngừng xảy ra, nhưng anh lại bị tay nghề tỉ mỉ của cô hấp dẫn. Trong quá trình chung sống gà bay chó sủa với nhau, khoảng cách giữa hai người sát lại càng gần. Rốt cuộc một ngày, bá đạo tổng tài Lộ Tấn gỡ xuống lớp mặt nạ tinh anh lạnh lùng, biến thành một người bạn trai chân thành, tiểu ma nữ cũng bớt đi vẻ điêu ngoa và tùy hứng, học được như thế nào là yêu, hai người bên trong các món ăn tìm kiếm hạnh phúc đơn giản.

## Diễn viên

### Diễn viên chính
| Diễn viên   | Nhân vật     | Giới thiệu |
| ----------- | ------------ | --- |
| Triệu Lộ Tư | Cố Thắng Nam | Nữ đầu bếp đầy nghị lực nhưng cũng bị thất nghiệp nặng nề, cô cùng Lộ Tấn kết duyên qua các món ăn, tạo nên một mối quan hệ không biết nên khóc hay nên cười. Tính cách hoạt bát năng động, thông minh tinh quái nhưng có đôi chút thần kinh, thích nấu ăn và hưởng thụ cuộc sống. Sau khi cô thất nghiệp đã thiếu Lộ Tấn một khoảng nợ, nên đã cùng Lộ Tấn ký "Thỏa thuận trả nợ nấu ăn", yêu ghét đan xen cũng bắt đầu từ đó. |
| Lâm Vũ Thân | Lộ Tấn       | Vị tổng tài kén chọn và hay bắt bẻ, mặc dù vẻ ngoài cao lãnh ít nói, có một nỗi ám ảnh khắc nghiệt với các món ăn, nhưng thực ra bên trong lại mềm mại tinh tế. Có một tình yêu dành cho đồ ăn, nhưng cũng có một tình yêu và sự dịu dàng đối với cuộc sống. |

### Diễn viên phụ
| Diễn viên         | Nhân vật        |
| ----------------- | --------------- |
| Trương Hiểu Khiêm | Mạnh Tân Kiệt   |
| Vu Hân Hòa        | Từ Chiêu Đệ     |
| Phó Gia           | Trình Tử Khiêm  |
| Ngô Á Hành        | Cao Toàn An     |
| Lý Thiến          | Lê Mạn          |
| Vu Tường          | Lộ Chinh        |
| Lục Nhất Long     | Cố Bảo Quốc     |
| Vương Sóc         | Lộ Minh Đình    |
| Cao Quảng Trạch   | Loa Lớn         |
| Tu Tinh Song      | Trịnh Hồng      |
| Dương Bình        | Lâm Lệ Quân     |
| Chu Phác          | Quản lý Thẩm    |
| Trương Chấn Lôi   | Đầu bếp Vương   |
| Đan Tư Hàm        | Đầu bếp Lưu     |
| Vương Tử Hiên     | Đầu bếp Dư      |
| Vương Trình       | Đầu bếp Trương  |
| Trương Tiểu Uyển  | Uy Mãnh Nữ      |
| Lam Ba Nhi        | Lô Tuấn Nghệ    |
| Mã Long           | Người chủ trì   |
| Trần Ngọc Tuyền   | Nữ Vũ Thế       |
| Lục Hiếu Quân     |                 |
| Trần Tường        | Thổ Hải Nam Hài |

## Thời gian phát sóng
| Kênh          | Ngày phát sóng      | Ghi chú                                                           |
| ------------- | ------------------- | ----------------------------------------------------------------- |
| Tencent Video | 15 tháng 9 năm 2020 | Cập nhật lúc 20h thứ 3 và thứ 4 hàng tuần, VIP sẽ xem trước 6 tập |
| WeTV          | 15 tháng 9 năm 2020 | Cập nhật lúc 20h thứ 3 và thứ 4 hàng tuần, VIP sẽ xem trước 6 tập |

## Nhạc phim
| STT | Nhan đề                                            | Phổ lời                                 | Phổ nhạc                   | Ca sĩ         | Thời lượng |
| --- | -------------------------------------------------- | --------------------------------------- | -------------------------- | ------------- | ---------- |
| 1.  | "Love Is For You"                                  | Phác Thế Tuấn, Lý Dụ Trân               | Phác Thế Tuấn, Lý Dụ Trân  | Đoàn Áo Quyên | 3:20       |
| 2.  | "Your Smile"                                       | Phác Thế Tuấn, Phác Duệ Tư              | Phác Thế Tuấn, Vũ Tri Huân | Trần Ý Hàm    | 3:39       |
| 3.  | "Tinh Tinh Nguyệt Lượng Thái Dương (星星月亮太阳)" | Phác Thế Tuấn, Lý Hán Kỳ, Lục Diệu Tịnh | Phác Thế Tuấn, Lý Hán Kỳ   | Kim Quý Thịnh | 3:46       |
| 4.  | "Falling In Love"                                  | Phác Thế Tuấn, Phác Duệ Tư              | Phác Thế Tuấn, Vũ Tri Huân | Lâm Đàn Vũ    | 4:25       |
| 5.  | "Em Thích Anh (我喜欢你)"                          | Ngô Á Hành, Phác Thế Tuấn, Hàn Tuấn     | Phác Thế Tuấn, Vũ Tri Huân | Triệu Lộ Tư   | 3:20       |